# ウィリアム・ハスキソン
ウィリアム・ハスキソン（英語: William Huskisson, PC、1770年3月11日 - 1830年9月15日）は、イギリスの政治家。
19世紀前半にトーリー党政権下で閣僚職を歴任した。ジョージ・カニングとともにトーリー党内自由主義派として知られ、カニングの死後にはカニング派の指導者となったが、1830年にリバプール・アンド・マンチェスター鉄道の開通式の際に鉄道事故で死亡し、人類最初の鉄道事故による死亡者として知られる。

## 経歴

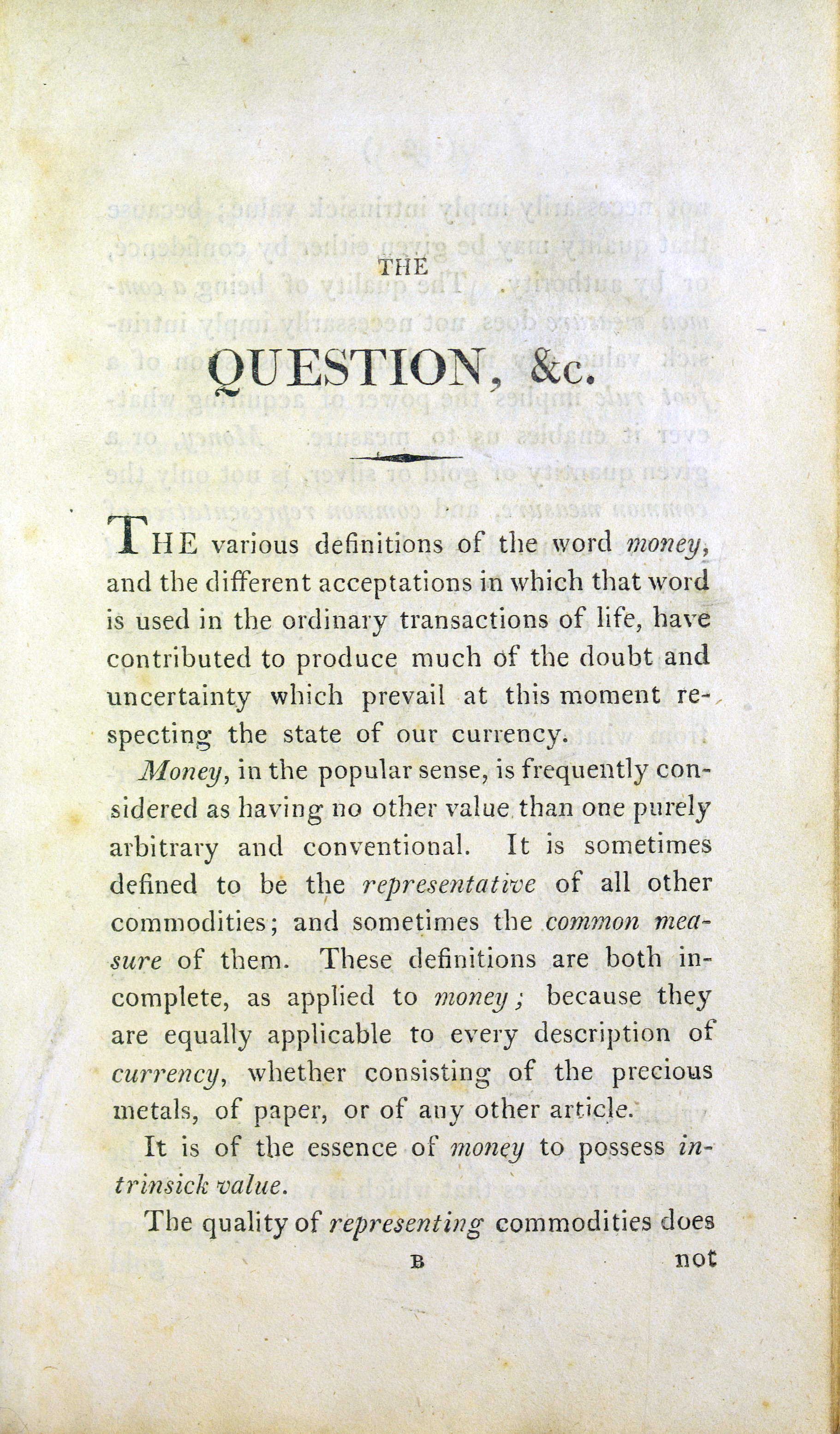
Question concerning the depreciation of our currency, 1810

1770年3月11日にイングランド・ウスターシャーに誕生。父ウィリアム・ハスキソンはウルヴァーハンプトン・オックスレイの地主だった。
1783年からフランスへ移住し、駐フランス大使の侍医を務めている大叔父のもとで学んだ。滞在中にフランス革命があり、1792年のイギリス大使館撤収に伴い、イギリスへ帰国した。1790年に父が死去し、オックスレイの地所を相続した。
小ピットと親しくなり、1795年に小ピット内閣の陸軍副大臣に就任した。1796年にはモーペス選挙区選出の庶民院議員となる。
1801年1月の小ピットの辞職に従って陸軍副大臣を辞職しようとしたが、次期内閣の陸軍大臣ホバート卿からの要請でアレクサンドリアの戦いがあった3月までは在職した。
1802年にはドーバー選挙区から出馬して落選したが、1804年2月にはリスカード選挙区から当選して再び庶民院に議席を得た。
1804年5月に第二次小ピット内閣が発足すると大蔵政務次官に就任した。1806年1月の小ピットの死により代わって誕生したグレンヴィル卿内閣への参加は見合わせ、同内閣に対する反対運動を行った。
1807年4月にはポートランド公爵内閣に大蔵政務次官として参加するとともにハリッジ選挙区から当選する。1812年までここの選挙区の議席を維持した。
1811年の摂政法をめぐる問題ではカニングの主張を支持し、摂政ジョージ（後のジョージ4世）の政府からの入閣要請を拒否した。
1812年秋の総選挙からはチチェスター選挙区から当選し、1823年にリヴァプール選挙区から選出されるようになるまでここの議席を維持した。
1814年7月29日に枢密顧問官に列し、1814年8月にはリヴァプール伯爵内閣の木材・森林長官に就任。
リヴァプール伯爵内閣は当初国王ジョージ4世の影響力の強い反動的な政権であったが、1821年から1822年にかけて国王の内閣への影響力が低下。1822年のカニングの外相就任を皮切りに自由主義派閣僚の要職への登用が始まった。その人事の一つがカニングの盟友ハスキソンの通商庁長官就任であった。通商庁長官となったハスキソンは、自由貿易を推進し、鉄・石炭・羊毛・麻・コーヒー・ワインなどの関税を減らした。これにより一定の殖産興業、失業率減少、景気回復、国内消費拡大が成し遂げられた。
1826年までにリヴァプール伯爵内閣はカトリック解放問題（カトリックへ参政権を付与するか否か）をめぐって分裂。ハスキソンは閣内においてカニングやフレデリック・ロビンソン（後のゴドリッチ子爵）とともにカトリック解放派として行動し、プロテスタント派の内務大臣ロバート・ピールと対立を深めた。

### カニング派
1827年4月に病身のリヴァプール伯爵の辞職で成立したカニング内閣にも通商長官として留任したが、カニングは首相就任からわずか4カ月で死去。ハスキソンはカニングに代わって庶民院院内総務に就任するとともにカニング派の指導者となった。カニング内閣の後継としてゴドリッチ子爵内閣が成立するとはじめ通商庁長官として留任したが、まもなく陸軍・植民地大臣に転じた。カニングの意思を継ぐ自由主義者ハスキソンは、ゴドリッチ子爵内閣において、国王から派遣されてきた内閣のお目付け役であるトーリー党守旧派ジョン・チャールズ・ヘリス蔵相と対立を深めた。この争いが原因でゴドリッチ子爵内閣は1828年1月に総辞職に陥った。
1828年1月に成立したウェリントン公爵内閣はトーリー党守旧派的内閣だったが、カニング派を閣僚に多く登用する条件でハスキソンも政権に留まった。しかし5月には腐敗選挙区削減問題で内相ピールと対立を深めた。これを不服としてハスキソン以下カニング派閣僚は一斉に辞職した。ただしこの際にハスキソンに従わずに政権に留まったカニング派議員もおり、ハスキソンに従うカニング派議員（以降便宜上ハスキソン派と呼ぶ）はこの時点では40人ほどになった。
さらにウィリアム4世の即位に伴う1830年6月の解散総選挙ではハスキソン派は11議席まで議席を落とした。この後ハスキソンはホイッグ党と手を組む決意をし、1830年9月15日のマンチェスター・リヴァプール間鉄道の開業式（ハスキソンはこの鉄道の実現に熱心に協力した人間だった）の席でホイッグ党首グレイ伯爵の側近ヘンリー・ブルームと会見する手はずを整えた。
ところがこの式典の当日にハスキソンは鉄道に轢かれて事故死した。
この開通式の際、技師長のジョージ・スチーブンソンはまだ閉塞制度もない時代だったので「最重要来賓を乗せた第一編成用の線路（ハスキソンもここに乗っていた）」と「それ以外の7つの編成用の線路」を分け、最重要来賓の列車に他列車が追突しないようにしていたが、途中第一編成が給水のため停車する駅で最重要来賓客たちが勝手に降りて隣の線路の先まで歩いていくのまでは計算しておらず、そこでハスキソンはウェリントン公爵に呼び止められて彼の方に向かった際にそちら側の線路にロケット号の引く編成が入ってきた。
当時の機関車にはまだ汽笛がなく旗で合図をしていたのでハスキソンは機関車に気が付くのが遅れたうえ、ブレーキも摩擦でかかるものは客車側にしかなく、機関車側で唯一操作できる動力逆転による制動も走った後では逆転ハンドルが熱くてとっさに握れないというような問題があったため、ブレーキが間に合わずハスキソンはそのままロケット号に轢かれ、これを見たジョージ・スチーブンソンは自分が操作していた第一編成から客車1両以外を切り離してハスキソンを乗せ、列車をマンチェスターまで全力で走らせたが助からなかった。
ホイッグ党上層部にはハスキソンへの不信感が強かったため、ハスキソンの死はむしろハスキソン派とホイッグの結合を加速させたという。ハスキソンの死後、ハスキソン派はメルバーン子爵やパーマストン子爵が指導したが、彼らは後にホイッグ党の首相となっている。